# St. Johannes der Täufer (Kirchschletten)

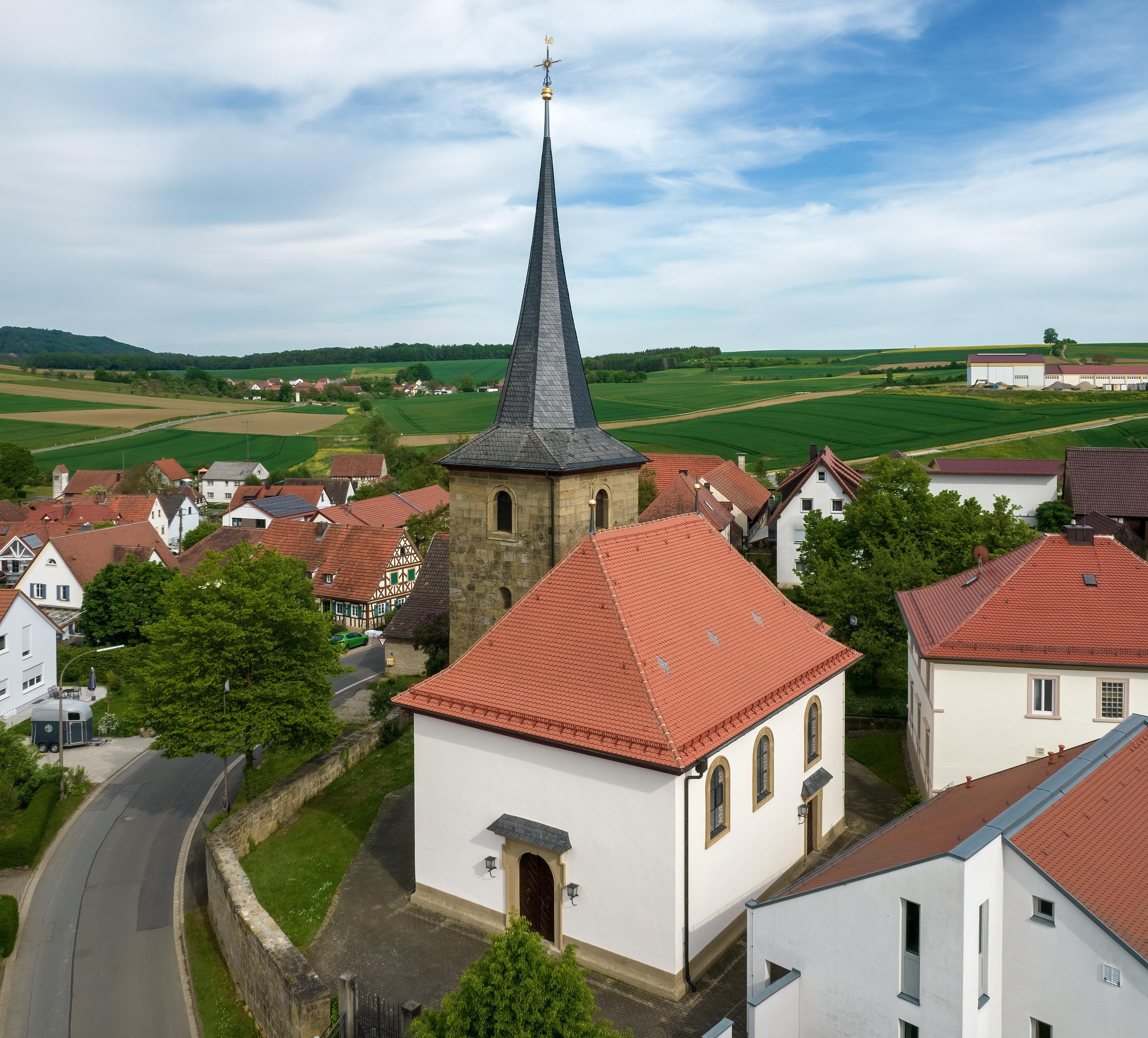
St. Johannes der Täufer in Kirchschletten

Die römisch-katholische Pfarrkirche St. Johannes der Täufer steht in Kirchschletten, einem Gemeindeteil des  Marktes Zapfendorf im oberfränkischen Landkreis Bamberg (Bayern). Der romanische Chorseitenturm des denkmalgeschützten Gotteshauses stammt wohl aus dem Ende des 12. Jahrhunderts. Die Pfarrei gehört zum Seelsorgebereich Main-Itz im Dekanat Bamberg des Erzbistums Bamberg.

## Beschreibung
Kirchschletten, das zuvor zu Scheßlitz gehörte, wurde 1698 eigenständige Pfarrei. Der romanische Chorseitenturm mit einem hohen gewölbten Altarhaus entstand vermutlich Ende des 12. Jahrhunderts. Die Saalkirche wurde 1706/1707 nach einem Entwurf von Leonhard Dientzenhofer unter Bonaventura Rauscher erweitert. Beim mit einem achtseitigen, schiefergedeckten Knickhelm bedeckten Kirchturm an der östlichen Seite des mit einem Walmdach bedeckten Langhauses wurden die älteren unteren Geschosse eines Chorturms einbezogen. Das Erdgeschoss des Kirchturms beherbergt die Sakristei. Die um 1810 entstandene Kirchenausstattung mit deutlichen Anklängen an den Empirestil stammt zum großen Teil vom Bildhauer Friedrich Theiler aus Ebermannstadt.
Die Orgel wurde 1853 von Georg Christoph Hofmann gebaut, 1890 von Johann Wolf umgebaut und 2017 von der Orgelbauwerkstätte Andreas Hemmerlein restauriert.